# Ficus lauretana
Ficus lauretana là một loài thực vật thuộc họ Moraceae. Loài này có ở Brasil, Colombia, và Peru.